# Dakhlet Nouadhibou
Le Dakhlet Nouâdhibou est l'une des 13 régions (wilayas) de Mauritanie. La wilaya est constituée d'un département unique et a pour chef-lieu la ville de Nouadhibou.
Elle tire son nom de la baie située entre la péninsule du Râs Nouâdhibou et la côte mauritanienne continentale, connue autrefois sous le nom de baie du Lévrier. 

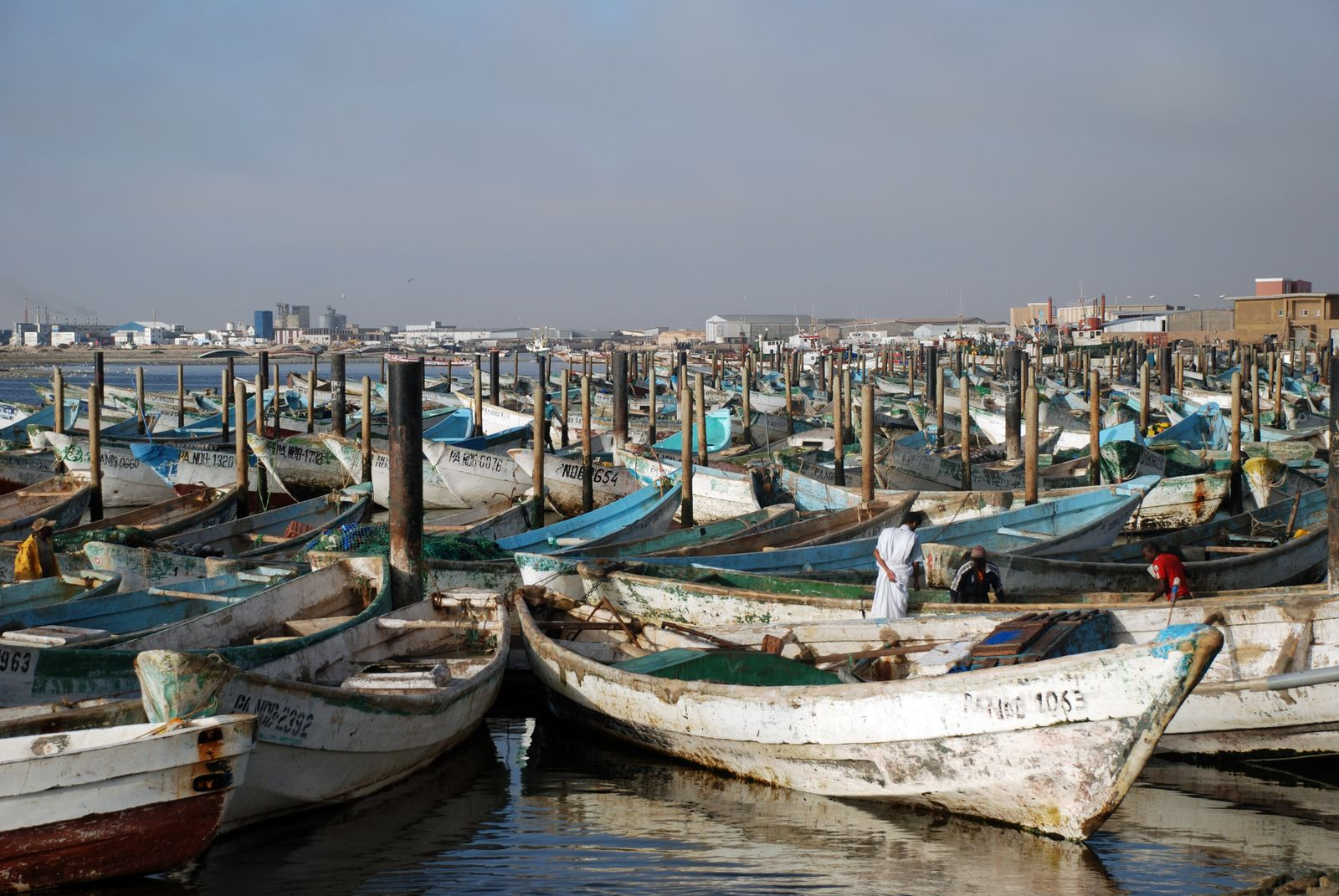
Port de Nouadhibou

## Géographie
Située à l'ouest du pays, cette région administrative est frontalière avec le Sahara occidental et occupe une façade sur l'océan Atlantique.
La région borde le parc national du Banc-d'Arguin qui est une réserve nationale couvrant le littoral mauritanien.

## Organisation territoriale

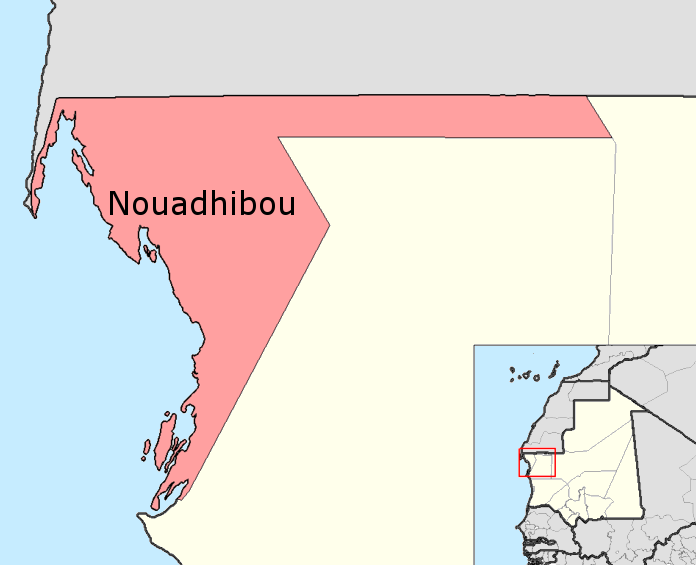
Dakhlet Nouadhibou

Les communes sont réparties dans le département unique de Nouadhibou :
- Nouadhibou
- Boulenouar
- Inal
- Tmeimichatt
- Nouamghar

## Population
Lors du recensement général de la population et de l'habitat (RGPH) de 2000, 79 516 personnes y ont été dénombrées.